# Il Tre
Il Tre, pseudonimo di Guido Luigi Senia (Roma, 3 settembre 1997), è un rapper e cantautore italiano.

## Biografia
La sua carriera musicale ha inizio nel 2013, con lo pseudonimo di The Mursh. In quell'anno pubblicherà il suo primo mixtape Me la faccio a piedi vol. 1. Sfortunatamente, la maggior parte delle tracce pubblicate sotto quel nome sono irrecuperabili, in quanto il canale YouTube nel quale venivano caricate è privato (se non eliminato).
Nel 2015 inizia la sua "vera carriera musicale", questa volta come Il Tre, in seguito alla vittoria alla competizione musicale One Shot Game e pubblicando i suoi primi mixtape. Il suo nome d'arte è motivato dal fatto che è il suo giorno di nascita (3 settembre) nonché il numero dei componenti del suo nucleo familiare (tre, per l'appunto).
Nel 2018 il successo virale del suo singolo di debutto Bella Guido e della sua serie su YouTube Real Talk dove è stato ospite e dove ha portato un mixtape delle sue canzoni, tra cui quelle legate al suo ciclo chiamato "Cracovia" con i beat prodotti dai producer della trasmissione e che ha attirato l'attenzione della Atlantic Records, parte del gruppo della Warner Music Italy, con cui il rapper ha firmato un contratto discografico.
Nel 2019 ha ottenuto il suo primo ingresso in classifica con il singolo Cracovia, Pt. 3. Nonostante un modesto picco al 76º posto, il brano ha goduto di longevità ed è stato certificato disco di platino dalla Federazione Industria Musicale Italiana con oltre 70 000 unità vendute a livello nazionale. L'anno successivo Te lo prometto ha raggiunto la tredicesima posizione della Top Singoli e ha trascorso sette mesi in classifica, finendo per ottenere due dischi di platino. Il singolo ha anticipato l'album di debutto Ali, pubblicato nel febbraio 2021 e ristampato nel settembre successivo come Ali - Ultima notte, che ha debuttato in vetta alla Classifica FIMI Album ed è stato certificato disco di platino per aver totalizzato più di 50 000 unità vendute in Italia. Ha promosso il disco esibendosi ai SEAT Music Awards 2021 e con l'Ali live tour, tournée nazionale che lo ha tenuto impegnato da dicembre 2021 a maggio 2022. Nel 2022 l'album gli ha fruttato il Premio Lunezia Menzione Speciale al Festival della Luna di Aulla per il suo valore musical-letterario. Il 15 settembre del 2023 ha pubblicato il suo secondo disco, intitolato Invisibili, che ha poi raggiunto la prima posizione della classifica FIMI Album e ottenuto il disco d'oro.
Nel febbraio 2024 ha partecipato in gara al 74º Festival di Sanremo con il brano Fragili, con il quale si è piazzato al dodicesimo posto nella classifica finale. Il 9 febbraio, nella quarta serata dedicata alle cover, ha duettato con Fabrizio Moro cantando i brani Pensa, Portami via e Il senso di ogni cosa, classificatosi al sedicesimo posto. Il 14 giugno è uscito il singolo Camminare sulla luna, seguito il 18 ottobre dal singolo Occhi tristi. Il 25 marzo 2025 è stato reso disponibile il singolo Prima di domani, in collaborazione con Fabrizio Moro. L'11 aprile è uscito il singolo Cani randagi.

## Discografia
- 2021 – Ali
- 2023 – Invisibili

## Tournée
- 2022-2023 – Ali live tour
- 2023 – Invisibili tour
- 2024 – Fragili tour

## Partecipazioni a manifestazioni canore
- Festival di Sanremo
  - 2024 – 12º posto con Fragili

## Riconoscimenti
- Premio Lunezia
  - 2022 – Premio menzione speciale per il valore musical-letterario per Ali[14]